# Шугуров, Алексей Клементьевич
Алексей Клементьевич (Климентьевич) Шугуров (11.02.1911, с. Пригорье Рославльского района Смоленской области — 2000) — защитник Брестской крепости, комсорг 75-го отдельного разведывательного батальона 6-й стрелковой дивизии.

## Биография
Родился в крестьянской семье. В 1938 году окончил Могилёвский педагогический институт, по распределению был назначен директором Маковской семилетней школы Дзержинского района Калужской области.
29 января 1940 года был в срочном порядке (прямо с урока) призван на военную службу Дзержинским РВК Калужской области. Был направлен в 333-й стрелковый полк, расквартированный в цитадели Брестской крепости, однако по прибытии на место был переведён в 75-й ОРБ, расквартированный там же. Служил в 1-м взводе стрелковой роты батальона. С 15 февраля 1940 года по заданию командования части читал лекции в городских школах, затем, начиная с марта, проводил политические беседы с командирами и личным составом роты. В июне 1940 года был направлен на курсы подводников (разведчиков-диверсантов), по окончании которых в июле получил звание «инструктора-подводника». В октябре 1940 года был назначен комсоргом (ответственным секретарём бюро ВЛКСМ) батальона. 21 февраля 1941 года был принят кандидатом в члены ВКП(б).
В ночь на 22 июня 1941 года находился в расположении части. Войну встретил в цитадели Брестской крепости, где по приказу полкового комиссара Фомина возглавил личный состав своего батальона в районе Белого дворца и казармы 33-го отдельного инженерного полка.

Товарищ Шугуров, ввиду отсутствия командиров, проявив находчивость, взял командование батальоном на себя, приказал писарю батальона при необходимости уничтожить документы штаба, а заведующему складом выдать оружие личному составу батальона; водителям танков и бронемашин — занять огневые позиции для обороны крепости (Из наградного листа).

25 июня 1941 года возглавил одну из попыток прорвать окружение и выйти из крепости, для чего собрал отряд примерно из 85 бойцов. В 4 часа дня вместе с группой бойцов сумел перебежать Трёхарочный мост и дойти до стадиона возле домов комсостава на Северном острове (Кобринском укреплении), но дальнейшее продвижение оказалось невозможным. В 5 часов был тяжело ранен в грудь. Около 10 вечера был эвакуирован в казематы 44 отдельного полевого автохлебозавода (пкт 145) на Северном острове. 27 июня 1941 был взят в плен: хлебопекарню окружили немцы, и товарищи вынесли Шугурова из каземата. В числе других раненых был доставлен в городскую больницу. 17 июля был переведён в лагерь военнопленных в Южном городке Бреста. 15 октября был отправлен в лагерь в Бяла-Подляску.
Оставался в плену до 1945 года, прошёл через несколько лагерей военнопленных (шталаг 307, шталаг II D, шталаг VI A, шталаг 304, шталаг XII A). Дважды пытался бежать. В 1945 году оказался на территории, занятой американскими войсками, вернулся на родину и на военную службу, в 18-й армейский запасный стрелковый полк. 22 июня 1945 года был направлен для прохождения службы в 269-ю стрелковую дивизию, расквартированную в немецком городе Коло. До марта 1946 года был командиром взвода.
В 1946 году демобилизовался. В 1946-1947 годах работал в городской мужской школе, в 1947-1973 был директором школы №1 Жуковского района Брянской области. С 1973 по 1984 года был директором созданного им же музея при Доме культуры велозавода.

## Награды
- Орден Красного Знамени (03.01.1957)
- Орден Отечественной войны I степени (06.04.1985)

## Память
- На школе №1, в которой работал Шугуров, установлена мемориальная доска[2].